# Chaetophractus
Chaetophractus es un género de mamíferos cingulados de la familia Chlamyphoridae que incluye tres especies de armadillos peludos sudamericanos.

## Especies
Comprende las siguientes especies:
- Chaetophractus nationi (Thomas, 1894)
- Chaetophractus villosus (Desmarest, 1804)
- Chaetophractus vellerosus (Gray, 1865)